# Inventário de Temperamento e Caráter
O Inventário de Temperamento e Caráter (ITC, ou TCI em inglês) é um inventário de traços de personalidade desenvolvido por Cloninger et al. Está intimamente relacionado e é uma consequência do Questionário de Personalidade Tridimensional (QPT), e também tem sido relacionado às dimensões da personalidade nos modelos alternativos de cinco de Zuckerman e Eysenck e aqueles do modelo de cinco fatores.
O TCI opera com sete dimensões de traços de personalidade: quatro dos chamados temperamentos
- Busca de novidade (NS)
- Esquiva/Evitação de danos (HA)
- Dependência de Recompensa (RD)
- Persistência (PS)

e três dos chamados caracteres
- Autodirecionamento (SD)
- Cooperatividade (CO)
- Autotranscendência (ST)

Cada uma dessas características tem um número variável de subescalas. As dimensões são determinadas a partir de um questionário de 240 itens.
O ITC baseia-se em um modelo psicobiológico que tenta explicar as causas subjacentes das diferenças individuais nos traços de personalidade.

## Versões
Originalmente desenvolvido em inglês, o ITC foi traduzido para outros idiomas, por exemplo, sueco, japonês, holandês, alemão, polonês, coreano, finlandês, chinês e francês. Há também uma versão revisada (TCI-R). Enquanto o ITC original tinha declarações para as quais o sujeito deveria indicar verdadeiro ou falso, o ITC-R tem uma classificação de cinco pontos para cada afirmação. As duas versões contêm 189 das 240 declarações em comum. A versão revisada foi traduzida para o espanhol, francês, tcheco, e italiano.
O número de subescalas nos diferentes traços de nível superior difere entre ITC e ITC-R. As subescalas do ITC-R são:
- Busca de novidade (NS)
  1. Excitabilidade exploratória (NS1)
  2. Impulsividade (NS2)
  3. Extravagância (NS3)
  4. Desordem (NS4)
- Evitação de danos (HA)
  1. Preocupação antecipatória (HA1)
  2. Medo da incerteza (HA2)
  3. Timidez (HA3)
  4. Fatigabilidade (HA4)
- Dependência de Recompensa (RD)
  1. Sentimentalidade (RD1)
  2. Abertura para comunicação afetuosa (RD2)
  3. Apego (RD3)
  4. Dependência (RD4)
- Persistência (PS)
  1. Ânsia de esforço (PS1)
  2. Operoso (PS2)
  3. Ambicioso (PS3)
  4. Perfeccionista (PS4)
- Autodirecionamento (SD)
  1. Responsabilidade (SD1)
  2. Cheio de propósito (SD2)
  3. Desenvoltura (SD3)
  4. Auto-aceitação (SD4)
  5. Segunda natureza iluminada (SD5)
- Cooperatividade (C)
  1. Aceitação social (C1)
  2. Empatia (C2)
  3. Prestatividade (C3)
  4. Compaixão (C4)
  5. Consciência de coração puro (C5)
- Autotranscendência (ST)
  1. Auto-esquecido (ST1)
  2. Identificação transpessoal (ST2)
  3. Aceitação espiritual (ST3)

## Bases neurobiológicas
A ITC tem sido usada para investigar a base neurobiológica da personalidade, juntamente com outras modalidades de pesquisa, por exemplo, com neuroimagem molecular, neuroimagem estrutural e genética.
| Temperamento              | Sistema neurotransmissor       |
| ------------------------- | ------------------------------ |
| Busca de novidade         | Baixa atividade dopaminérgica  |
| Evitação de danos         | Atividade serotoninérgica alta |
| Dependência de recompensa | Baixa atividade noradrenérgica |

Cloninger sugeriu que os três temperamentos originais do QPT, busca de novidades, esquiva de danos e dependência de recompensa, foram correlacionados com baixa atividade dopaminérgica basal, alta atividade serotoninérgica e baixa atividade noradrenérgica basal, respectivamente.
Muitos estudos utilizaram o ITC para examinar se variantes genéticas em genes individuais têm uma associação com traços de personalidade. Estudos sugerem que a busca por novidades está associada às vias dopaminérgicas. O transportador de dopamina DAT1 e o receptor de dopamina DRD4 estão associados à busca por novidades. Pacientes com Parkinson, que são intrinsecamente pobres em dopamina, são encontrados com baixos escores em busca de novidades. Variantes de genes que têm sido investigados são, por exemplo, 5-HTTLPR no gene do transportador de serotonina e variantes do gene de XBP-1.

## Relação com outros modelos de personalidade
Cloninger argumentou que o modelo dos Cinco Fatores não avalia domínios de personalidade relevantes para os transtornos de personalidade, como autonomia, valores morais e aspectos de maturidade e autorrealização considerados na psicologia humanista e transpessoal. Cloninger argumentou que esses domínios são capturados por autodirecionamento, cooperação e autotranscendência, respectivamente. Ele também argumentou que os fatores de personalidade definidos como independentes pela análise fatorial, como o neuroticismo e a introversão, podem na verdade compartilhar fatores etiológicos subjacentes.
Pesquisas descobriram que todas as dimensões da ITC estão relacionadas substancialmente a pelo menos uma das dimensões do Modelo dos Cinco Fatores. A prevenção de danos está fortemente associada positivamente ao neuroticismo e inversamente associada à extroversão. A busca por novidade está mais fortemente associada à extroversão, embora também tenha uma associação positiva moderada com a abertura à experiência e uma associação negativa moderada com a conscienciosidade. A persistência tem uma associação positiva com a conscienciosidade. A dependência de recompensa é mais fortemente associada à extroversão, embora também tenha uma associação positiva moderada com a abertura à experiência. A cooperatividade é mais fortemente associada à agradabilidade. O autodirecionamento tem uma forte associação negativa com o neuroticismo e uma associação positiva com a conscienciosidade. A autotranscendência teve uma associação positiva com a abertura à experiência e, em menor grau, com a extroversão. Relacionamentos também foram encontrados entre as dimensões da ITC e traços específicos para os modelos de Zuckerman e Eysenck, respectivamente. Busca de novidade está relacionada à busca de sensação impulsiva no modelo alternativo de cinco de Zuckerman e ao psicoticismo no modelo de Eysenck. Zuckerman e Cloninger sustentam que a Evitação de Danos é uma dimensão composta que compreende introversão neurótica em uma extremidade e extroversão estável na outra extremidade. A persistência está relacionada à escala de atividade de Zuckerman e inversamente ao psicoticismo. A cooperatividade é inversamente relacionada à escala Agressividade-hostilidade de Zuckerman e ao psicoticismo. A autotranscendência não tem equivalente nem no modelo de Zuckerman nem no de Eysenck, pois nenhum dos modelos reconhece a abertura à experiência.

## Saúde e bem-estar
Cloninger argumentou que o "bem-estar psicológico" depende do desenvolvimento de facetas das três dimensões de caráter, como a autonomia e o propósito de vida do autodirecionamento, as relações positivas com os outros da cooperatividade e o crescimento pessoal e a autorrealização da autotranscendência. Ele também argumentou que as dimensões do temperamento estão associadas ao bem-estar subjetivo e, até certo ponto, à saúde física. Um estudo que examinou as relações entre dimensões de caráter e aspectos de saúde e felicidade descobriu que o autodirecionamento estava fortemente associado à felicidade, satisfação com a vida, saúde geral e apoio social percebido. A cooperatividade foi associada mais fortemente com o apoio social percebido e apenas fracamente com as outras medidas de bem-estar. A autotranscendência estava associada a emoções positivas ao levar em consideração os outros traços de caráter, mas não estava muito relacionada a emoções negativas ou a outras medidas de bem-estar.